# François de Langlade du Chayla
Pour les articles homonymes, voir Langlade.
François de Langlade du Chayla, abbé du Chayla, archiprêtre des Cévennes, inspecteur des missions catholiques, est né en 1647 au Chayla (commune de Saint-Paul-le-Froid, en Lozère) et décédé le 24 juillet 1702 au Pont-de-Monvert. 

## Biographie

### Origines familiales
Cet ecclésiastique français est issu d'une famille noble qui prouve sa filiation depuis Jacques de Langlade, consul de Saugues (Gévaudan), qui fait son testament en 1596. En 1652 des membres de cette famille sont également mentionnés parmi les habitants de ce même village. La branche du Chayla a été illustrée par Nicholas Joseph Balthazar de Langlade, lieutenant général des armées du roi Louis XV. À la branche de Montgros appartient l'actuel général de corps d'armée Jacques Langlade de Montgros.

### Sa vie
Né dans le château familial du Chayla d'Ance, François de Langlade du Chayla est le fils de Balthazar de Langlade, seigneur du Fraissinet, La Fargette, Villeret, etc., et de Françoise d'Apchier, dame du Chayla, de Saint-Paul. François de Langlade du Chayla signait Chaila, bien que sa famille portât le nom de Chayla. 
Il devient missionnaire et est envoyé au Siam. L'abbé du Chaila est allé au Siam avec des représentants de Louis XIV et des ambassadeurs du Siam pour convertir leur roi au catholicisme. Devant le refus du roi, ils ne sont restés au Siam que trois mois. Il regagne la France. Il est alors abbé au Pont-de-Montvert, où il tente de lutter contre « l'hérésie », à savoir le protestantisme.
Le 24 juillet 1702, au Pont-de-Montvert, deux « prophètes » camisards, Abraham Mazel et Esprit Séguier, viennent délivrer des protestants que l'abbé retient. Prenant la fuite, Langlade se casse la jambe et ses assaillants le tuent. Cet assassinat et la répression qui suivra font partie des affrontements de la guerre des Cévennes,.